# Alexander Morrison National Park

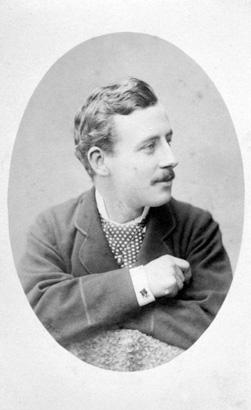
Alexander Morrison w 1876 roku, botanik, którego imię nosi park

Alexander Morrison National Park – park narodowy w Australii, w stanie Australia Zachodnia o wielkości 8500 ha. Został on nazwany imieniem Alexandra Morrisona, australijskiego botanika w 1971 roku. Park zamieszkują aborygeni Amangu.